# Kronologi
 Ikke at forveksle med Kronometri.
Kronologi (af græsk: χρόνος, chronos, der betyder "tid", og græsk: λόγος, lógos, der betyder "lære") eller tidsregning er en måde at beregne og inddele tiden på. Tidsregningen som tidsmåling kaldes også kronometri (en), som er karakteriseret ved nutidens højteknologiske standard for præcision.

## Normativ kronologi
Den normative kronologi - vores tidsregning - begynder med det antagne år for Kristi fødsel, år 1, og årets gang følger den gregorianske kalender. Der findes ikke et år 0 (et år, der er udstrakt over 365 dage). Se nærmere under År 0. Udtrykket ”år 0” kan kun bruges om et bestemt tidspunkt, nemlig overgangen fra år 1 f.Kr. til år 1 e.Kr. - helt præcist: overgangen fra 31. december år 1 f.Kr. til 1. januar år 1 e.Kr. Det er netop dette tidspunkt, der er udgangspunktet for tidsregningen.
Før middelalderen blev den romerske tidsregning baseret på året for Roms grundlæggelse, som efter vor moderne tidsregning skete i 753 f.Kr. I år 525 e.Kr. fastsatte munken Dionysius Exiguus på baggrund af evangeliernes forskellige beretninger Jesu fødsel til år 754 efter Roms grundlæggelse. Tidsregningen fik dermed et fast defineret udgangspunkt, som har været gældende lige siden dengang. Dionysius lancerede formlen "fra vor Herre Jesu Kristi inkarnation" (lat. "ab incarnatione domini nostri Jesu Christi"). Antagelsen af denne datering i historiske værker er bevidnet hos Beda og i Annales Bertiniani i håndskrifter fra henholdsvis 700-tallet og 900-tallet.
Helt præcist daterede Dionysius Jesu fødsel til den 25. december i år 1 før f.Kr. - altså 7 dage før tidsregningens præcise udgangspunkt. Senere videnskabelig forskning har vist, at Jesus ikke kan være født på det tidspunkt, som Dionysius kom frem til. Spørgsmålet om, hvornår Jesus præcist blev født, er dog et andet spørgsmål end spørgsmålet om tidsregningens udgangspunkt. Dette udgangspunkt ligger under alle omstændigheder fast, nemlig overgangen fra 31. december år 1 f.Kr. til 1. januar år 1 e.Kr. Historikere foretrækker at bruge betegnelserne "iefter vor tidsregnings begyndelse" (evt.) og "før vor tidsregnings begyndelse" (fvt.) i stedet for "efter Kristi fødsel" og "før Kristi fødsel", da disse betegnelser således er mere præcise.
Modsat den koordinerede universaltid er der ingen formel global overenskomst om anvendelsen af den almindelige kronologi.

## Historisk kronologi
Fastlæggelsen af en kronologi er yderst vigtig for den forhistoriske forskning. Kronologien kan være (a) relativ, bestemmende kun rækkefølgen af flere perioder; eller (b) absolut, som givende en dato f.kr. eller e.kr. for hver periode af en serie. 

 The determination of a chronology is of the greatest importance for prehistoric research. Chronology may be (a) relative, determining only the succession of several periods; or (b) absolute, giving a date B.C. or A.D. for each period of a series.

 — Montelius 1899
Den historiske kronologi kan ses som dels en relativ kronologi, dels en absolut kronologi, men begge har en metodisk og videnskabelig rang. I dendrokronologien er det metodiske udgangspunkt at etablere en relativ kronologi hen mod en såkaldt tidsserie, mens dendrokronologiens årringstabeller (de) afspejler en absolut kronologi, dvs. en datering der refererer til den normative tidsregning. En kulstof-14 datering, der er en form for tidsmåling, opnår både en tidsangivelse i den normative tidsregning og anvendes i dendrokronologien i de tilfælde, hvor de relative serier af årringe er mangelfulde - omvendt kan etablerede årringstabeller bruges til at kalibrere kulstof-14 dateringens resultat. 

I flere analyser bruges der en skelnen mellem to slags tidslighed: en ur-tid (clock time = fysisk-astronomisk tid) og en mennesketid (human temporality = historisk tid).
En anden, og delvist også historiografisk problematisering af tidsbestemmelse, tilegner den absolutte kronologi til matematikken.

### Lineær og cyklisk kronologi
I middelalderen afløstes den cykliske opfattelse af et lineært syn på tiden fra skabelsen til dommedag.

 — Den Store Danske Encyklopædi 2016
Enkelt sagt er lineær tid netop det, der forstås som historisk kronologi: Kronologien starter med år 1, og år for år vokser årstallet lineært frem til nutiden. Tiden forløber som en linje.
Ligeså enkelt sagt præsenterer kalenderen et cyklisk tidsbegreb: Året går i ring med gentagne somre og vintre. Tiden forløber som en cirkel.

## Eksterne links
- "Kronologi" i Den Danske Ordbog
- The ASChart (Anglo-Saxon Charters) project (2018), "Diplomatic Indexes - Charters by dating clause", ASChart, hentet 2021-04-11
- R. L. Beard (2011), "The role of the ITU-R in time scale definition", XXXth URSI General Assembly and Scientific Symposium, Istanbul, Turkey, 2011, s. 1-4, doi:10.1109/URSIGASS.2011.6050280